# Калям

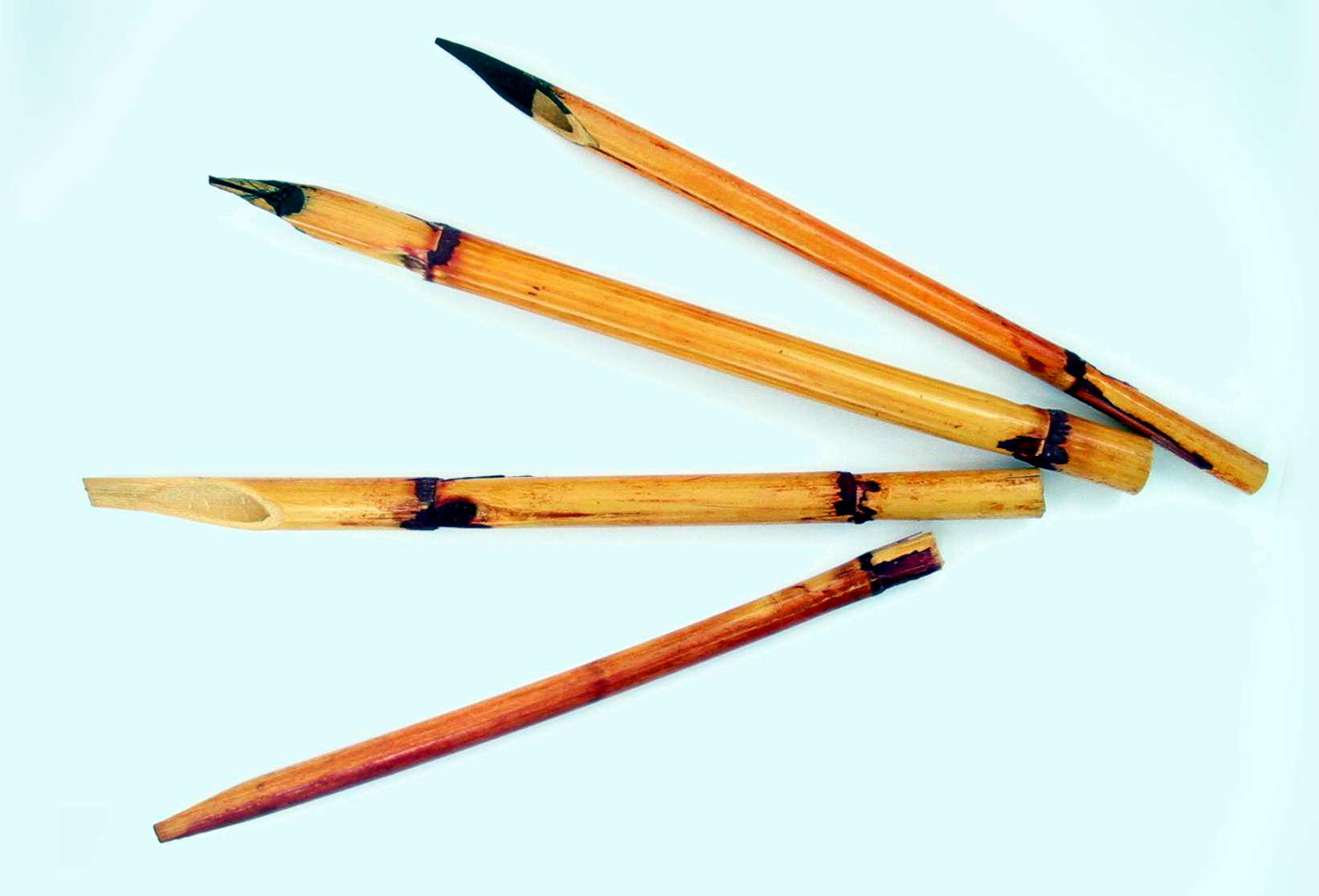
Набор калямов

Каля́м (кала́м, ко́льмос, ка́ламус) (араб. قلم‎, ивр. קולמוס‎ — ко́льмос, от лат. Calamus — «тростник; перо для письма» из греч. κάλαμος — «тростник») — основной инструмент, используемый для каллиграфии в арабской письменности и основанных на ней прочих письменностях: персидской, урду, дари, пушту и других. Калям представляет собой тростниковый стержень с заострённым концом, который окунают в чернила. Основным отличием каляма от пера, карандаша или ручки является косой заострённый конец. Обычно в работе используют сразу несколько калямов, отличающихся толщиной и углом среза заострённого конца.
Аналогичным предметом пользовались древние египтяне при начертании надписей на папирусе.

## Этимология
Арабское слово قلم‎ происходит от др.-греч. κάλαμος — «тростник», «трость», и восходит к тому же праиндоевропейскому корню, как русское слово «солома». В современном арабском (калям) и персидском языках (галам) слово قلم‎, а также слово kalem в турецком, кроме того, означает просто «ручка». В разговорном татарском языке словом каләм обозначают карандаш.